# Andrea Knief
Andrea Knief (geboren als Andrea Schultz) (* 1966 oder 1967) ist eine ehemalige deutsche Tanzsportlerin.

## Werdegang
Die Tochter eines Tanzwertungsrichters und einer Inhaberin eines Tanzbekleidungs- und Stoffgeschäfts begann im Alter von elf Jahren mit dem Tanzsport. Im Alter von 14 Jahren war die Schülerin des Johann-Rist-Gymnasiums in Wedel innerhalb der Bundesrepublik Deutschland die jüngste Tänzerin der A-Klasse. Betreut wurden Schultz und ihr Tanzpartner (und ab Juni 1991 ihr Ehemann) Frank Knief beim Imperial Club Hamburg von Trainer Werner Führer. 1981 nahm sie erstmals an einer Deutschen Meisterschaft teil. Ab 1988 tanzten Schultz und Knief für den TSC Norderstedt und gewannen 1989, 1990, 1991 und 1992 die Deutsche Meisterschaft in der Wettkampfklasse 10 Tänze (Kombination).
Auf internationaler Ebene wurde sie (mittlerweile unter dem Namen Andrea Knief) gemeinsam mit ihrem Ehemann in der Wettkampfklasse 10 Tänze (Kombination) im Jahr 1992 im Bankettsaal des Moskauer Kreml Amateur-Weltmeisterin. 1989 gewann das Paar WM-Bronze sowie 1990 und 1991 WM-Silber. Bei Europameisterschaften erreichten sie 1991 den dritten und 1992 den zweiten Rang. 1990 gewannen sie den Weltcup in Nürnberg. Nach den Erfolgen im Amateurbereich tanzte Knief mit ihrem Mann kurzzeitig auch im Profibereich, in den sie nach dem Gewinn des WM-Titels im November 1992 wechselten. Beide wurden für ihre sportlichen Verdienste mit dem Silbernen Lorbeerblatt ausgezeichnet. Von 1988 bis 2003 arbeitete sie beim 1. SC Norderstedt als Trainerin.
Zwischen 2003 und 2009 lebte Knief mit ihrem Ehemann und den beiden gemeinsamen Kindern in Kapstadt. Das Ehepaar war dort für den südafrikanischen Tanzsportverband in der Nachwuchsarbeit tätig. Nach der Rückkehr nach Deutschland trat Knief eine Stelle als Trainerin beim TTC Savoy in Norderstedt an. Sie wurde ebenfalls für die Vereine TC Hanseatic Lübeck, Ellerbeker TV und ab 2013 für den TTC Elmshorn als Trainerin tätig.